# 十六善神

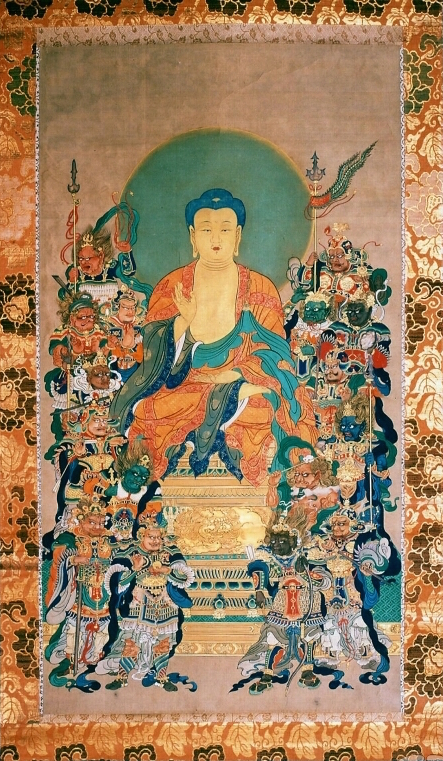
谷文晁筆『十六善神の図』
絹本著色　文化3年
龍蔵寺（福島県白河市年貢町）蔵

十六善神（じゅうろくぜんしん）とは十六尊の大般若経を守るとされる護法善神のことである。般若十六善神、十六大薬叉将、十六夜叉神、十六神王とも呼ばれる。絵画には十六善神のみではなく正面に玄奘三蔵と深沙大将が左右対称で描かれる場合があり、他の神が描かれる場合もある。法湧菩薩・常啼菩薩（両者とも般若経に縁が深い）などが加わる場合もある。十六善神図は日本各地で作成された。また、一説によれば十六善神は金剛界曼荼羅外金剛部院にある、護法薬叉の十六大護と同一であるとも、四天王と十二神将とを合わせたものであるともいわれる。
島根県出雲市（旧・平田市）にある十六島（うっぷるい）は、諸本に「旀豆椎」「許豆埼」「於豆振」など表記の異同があり訓みも「うづふるい」ほか諸説あり定まらない。現在の表記は、海から十六善神がこの地で護摩を焚いて大般若経をもたらし、自らの神名を以て「十六島」としたとの伝説による（『雲陽誌』）。